# Haftbefehl
Haftbefehl, polgári nevén Aykut Anhan (Offenbach am Main, 1985. december 16. –) német rapper. Származását tekintve kurd, aki az Echte Musik kiadónál kezdett rappelni.

## Életrajza
A tanulást 14 évesen abbahagyta, végzettsége nincs. 2006-ban csalást követett el, a börtönbüntetés elől Isztambul-ba menekült. Innen ment tovább Hollandiába, ahol két helyen is élt, Amszterdamban és Arnhemben. Ebben az időkben írta meg az első rap-szövegeit. Azután, hogy Haftbefehl szülővárosába visszatért, szakmát kezdett el tanulni, amit három hét után abbahagyott. Offenbachban egy fogadási irodát működtetett, és elkezdte felvenni az első számait. Az Echte Musik kiadó birtokosa, Jonesmann szerződést kötött a rapperrel.

## Nagylemezek
- 2010: Azzlack Stereotyp,
- 2012: Kanackis,
- 2013: Blockplatin,
- 2014: Russisch Roulette.

## Fordítás
Ez a szócikk részben vagy egészben  a   Haftbefehl című német Wikipédia-szócikk fordításán alapul.  Az eredeti cikk szerkesztőit annak laptörténete sorolja fel. Ez a jelzés csupán a megfogalmazás eredetét és a szerzői jogokat jelzi, nem szolgál a cikkben szereplő információk forrásmegjelöléseként.